# Pasanska Gorica
Pasanska Gorica est un village de la municipalité de Gornja Stubica (comitat de Krapina-Zagorje) en Croatie. Au recensement de 2011, le village comptait 153 habitants.